# Giải bóng đá hạng ba quốc gia Cộng hòa Síp 1977–78
Giải bóng đá hạng ba quốc gia Cộng hòa Síp 1977–78 là mùa giải thứ 7 của giải bóng đá hạng ba Cộng hòa Síp. Adonis Idaliou giành danh hiệu đầu tiên.

## Thể thức thi đấu
Có 11 đội tham gia Giải bóng đá hạng ba quốc gia Cộng hòa Síp 1977–78. Tất cả các đội thi đấu với nhau hai lần, một ở sân nhà và một ở sân khách. Đội bóng nhiều điểm nhất vào cuối mùa giải sẽ là đội vô địch. Đội đầu bảng sẽ lên chơi ở 1978–79 Giải bóng đá hạng nhì quốc gia Cộng hòa Síp. Đội cuối bảng xuống chơi ở các giải khu vực.

### Hệ thống điểm
Các đội bóng nhận được 2 điểm cho một trận thắng, 1 điểm cho một trận hòa và 0 điểm cho một trận thua.

## Bảng xếp hạng
| Vị thứ | Đội bóng                  | St. | T. | H. | B. | BT. | BB. | BT. | Đ  | Ghi chú                                                                 |
| ------ | ------------------------- | --- | -- | -- | -- | --- | --- | --- | -- | ----------------------------------------------------------------------- |
| 1      | Adonis Idaliou            | 20  | 17 | 3  | 0  | 83  | 10  | 73  | 37 | Vô địch-Thăng hạng Giải bóng đá hạng nhì quốc gia Cộng hòa Síp 1978–79. |
| 2      | ENTHOI Lakatamia FC       | 20  | 16 | 3  | 1  | 49  | 11  | 38  | 35 |                                                                         |
| 3      | AEK Kythreas              | 20  | 9  | 6  | 5  | 32  | 22  | 10  | 24 |                                                                         |
| 4      | Anagennisi Deryneia FC    | 20  | 9  | 3  | 8  | 36  | 35  | 1   | 21 |                                                                         |
| 5      | Doxa Katokopias FC        | 20  | 9  | 3  | 8  | 31  | 41  | −10 | 21 |                                                                         |
| 6      | ENAD Ayiou Dometiou FC    | 20  | 9  | 2  | 9  | 32  | 43  | −11 | 20 |                                                                         |
| 7      | Olimpiada Neapolis FC     | 20  | 6  | 7  | 7  | 30  | 41  | −11 | 19 |                                                                         |
| 8      | AEK Ammochostos           | 20  | 8  | 1  | 11 | 32  | 44  | −12 | 17 |                                                                         |
| 9      | Faros Acropoleos          | 20  | 6  | 1  | 13 | 30  | 54  | −24 | 13 |                                                                         |
| 10     | Achilleas Kaimakli FC     | 20  | 5  | 3  | 12 | 26  | 40  | −14 | 13 |                                                                         |
| 11     | Ethnikos Asteras Limassol | 20  | 0  | 0  | 20 | 0   | 40  | −40 | 01 | Xuống hạng các giải khu vực.                                            |

Hệ thống điểm: Thắng=2 điểm, Hòa=1 điểm, Thua=0 điểm
Luật xếp hạng: 1) Điểm, 2) Hiệu số, 3) Bàn thắng

1Ethnikos Asteras Limassol rút khỏi giải sau khi mùa giải bắt đầu.